# Campionato del mondo F.I.S.A. di Subbuteo 1986
Il "5th F.I.S.A. World Championships" di Subbuteo (Calcio da tavolo) si volse ad Atene in Grecia il 17 e 18 maggio del 1986.
Sono stati assegnati 2 titoli maschili:
- maschile
  - Seniores individuale
  - Juniores individuale

## Medagliere
| Pos. | Paese    | Oro | Argento | Bronzo | Totale |
| ---- | -------- | --- | ------- | ------ | ------ |
| 1    | Italia   | 1   | 1       | 0      | 2      |
| 2    | Svizzera | 1   | 0       | 0      | 1      |
| 3    | Grecia   | 0   | 1       | 0      | 1      |
| 4    | Belgio   | 0   | 0       | 2      | 2      |

## Categoria Seniores

### Risultati
Prima fase a gironi ed Eliminazione Diretta
- Individuale

| Oro     | Willy Hofmann  | Svizzera |
| Argento | Renzo Frignani | Italia   |
| Bronzo  | Bruno Goset    | Belgio   |

## Categoria Juniores

### Risultati
Prima fase a gironi ed Eliminazione Diretta
- Individuale

| Oro     | Mario Baglietto  | Italia |
| Argento | George Grillakis | Grecia |
| Bronzo  | Eric Threis      | Belgio |